# Draeger
Pour les articles homonymes, voir Draeger (homonymie).
Draeger est un imprimeur français notamment reconnu certaines photographies célèbres de l'histoire politique française et pour être l'un des pionniers de la publicité.

## Histoire
(février 2022).
Les origines de cette famille d'imprimeurs remontent à Nicolas Draeger né à Trèves au XIXeme siècle. Trèves est alors une ville française. Entre 1828 et 1843, Nicolas Draeger se forme aux métiers du livre puis travaille pour l'imprimerie du Moniteur universel, à la Typographie des Abeilles - Plon frères et Cie puis à l'imprimerie de la Banque de France. Il a deux fils, Charles (1844–1899) et Guillaume, qui, sous le Second Empire vont créer une presse lithographique, allant jusqu'à offrir leurs services en Russie.
Fondée le 13 août 1886 par Charles Draeger et un financier sous le nom de « Draeger & Lesieur (imprimerie typographique, lithographique et taille-douce) » au capital de 100 000 francs et collaborant étroitement avec le groupe éditorial de la famille Baschet, l'entreprise d'imprimerie d'art prend son véritable essor et s'installe au 118 rue de Vaugirard à Paris, s'équipant de presses typographiques à vapeur. Relancée par l'épouse de Charles à sa mort en 1899 sous le nom de « Draeger frères », elle déménage en 1907 à Montrouge, passe à l'électricité, et, commandera plus tard à Le Corbusier des plans pour agrandir l'usine. En 1920, l'imprimerie s'associe avec un publicitaire américain, Wallace, pour fonder une des premières agences de communication : Wallace & Draeger.
La dynastie Draeger (fils et frères) va régner pendant près d'un siècle sur des ateliers remarquables, qui ont produit « un véritable panorama de la publicité française dans ce qu'elle a de meilleur et de plus prestigieux ». L'innovation permanente, la créativité, l'utilisation du matériel le plus moderne vont conférer une réputation internationale à Draeger. Outre une chaîne héliographique perfectionnée, ils sont à l'origine d'un procédé d'impression qui leur est propre, le « Procédé Draeger 301 » qui permettait de réaliser des reproductions en couleurs d'objets animés à partir de trois films (jaune, rouge, bleu), et ce, dix ans avant le procédé ektachrome.
Le Procédé Draeger 301 qui avait à l’époque révolutionné l’imprimerie grâce à la possibilité de reproduire des pièces d'art avec fidélité, a été inventé par l’un des employés de Draeger, Marcel Ofterdinger (1892-1978), un suisse d’origine. Marcel Ofterdinger avait appris la méthode de l’héliogravure classique en Empire allemand au début des années 1900. On se rappelle que Mayence fut le berceau de l'imprimerie avec Gutenberg. Marcel Ofterdinger, un aficionado d’art, dirigea pour Draeger la production de livres d’art pendant lesquels il rencontra des peintres comme Salvador Dalí et Marie Laurencin ainsi que André Malraux quand il était le ministre de la culture. Lors de sa rencontre avec Marie Laurencin, celle-ci créa un dessin dans son fameux style au dos d’une épreuve d’une page de publicité de mode, et le lui donna à la fin de sa visite chez Draeger. Sa famille possède toujours ce dessin.
Certains catalogues publicitaires, certaines photographies pour l'industrie et le commerce du luxe (fourrures Max, Revillon Frères, automobiles Bugatti, Hispano-Suiza, Citroën), parfums (Parfumerie Molinard, Coty, Lancôme, Guerlain, Jean Desprez), les émaux de Briare, les vins Nicolas, Champagne Mercier sont d'une richesse inégalée, ayant nécessité jusqu'à 5 voire 7 passages d'impression (pour des encrages or et argent, par exemple).
Au début du XXe siècle, l'imprimerie Draeger a également édité des cartons d'invitation et des affiches publicitaires pour les Magasins réunis de Nancy, en collaborant à cette occasion avec des artistes de l'Art Nouveau comme Victor Prouvé.

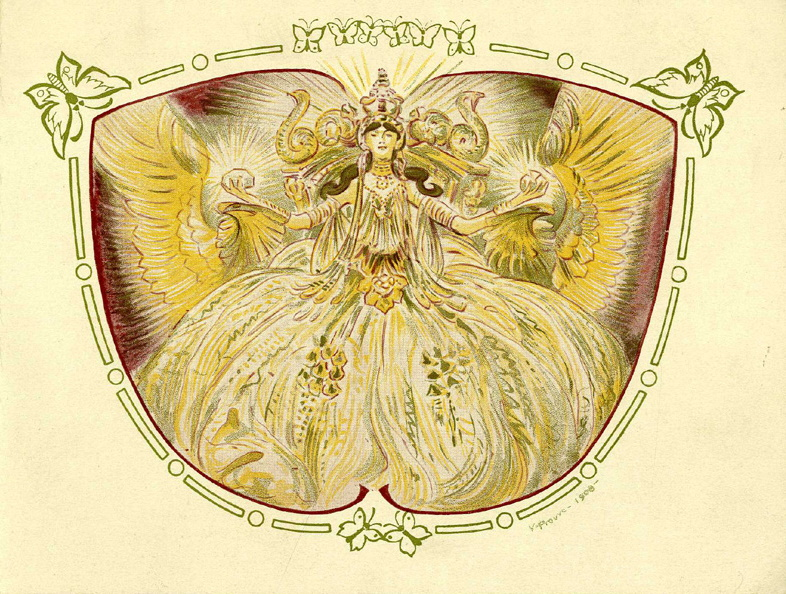
Carte publicitaire pour les bijoux des Magasins réunis, réalisée par Victor Prouvé et imprimée par Draeger
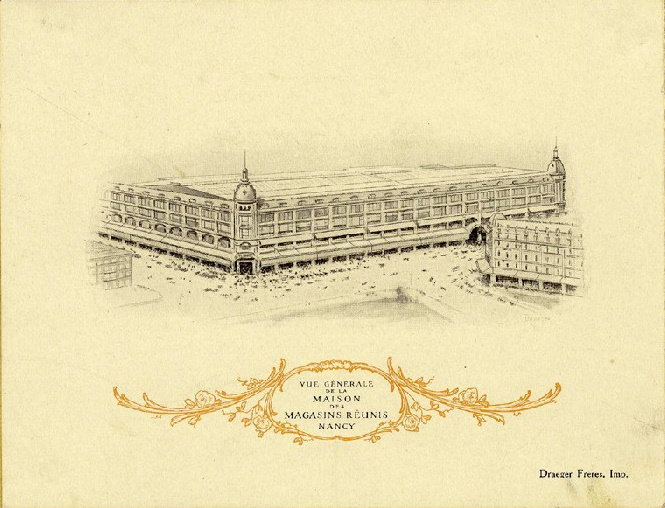
Illustration d'un catalogue de vente représentant une vue générale de la maison des Magasins réunis de Nancy, imprimée par Draeger

C'est entre les deux guerres que l'entreprise connaît son apogée. Des artistes renommés, illustrateurs et affichistes principalement, y collaborent alors, parmi lesquels : Paul Iribe, Jean Dupas, Georges Lepape, Benito, Léon Benigni, Cassandre, Charles Loupot, François Kollar (photographe), et Jean Carlu. Victor Vasarely y travaille comme maquettiste, Colette et Jean Cocteau écrivent les textes de nombreux catalogues publicitaires. Pendant cette période la typographie, la mise en page, les techniques de découpe, l'utilisation innovante de la couleur sont mises au service de clients exigeants qui diffusent leurs plaquettes de qualité dans le monde entier.
Draeger rejoint dès 1954 le comité Colbert. Le monde de l'édition et du livre d'art travaille avec cet imprimeur, telles les éditions Larousse, Skira ou Flammarion. L'éditeur Robert Delpire a travaillé chez Draeger. En 1968, Claude Draeger, photographe et petit-fils du fondateur, lance les éditions Draeger et en prend la direction : il réalise alors pendant une dizaine d'années des livres de grands formats avec des artistes renommés tels que Braque, Salvador Dalí, Magritte, Pablo Picasso, etc., parfois en coédition. Son Dali de Draeger s'est vendu à plus de 300 000 exemplaires, sous une jaquette conçue par l'artiste lui-même, un papier métallisé et gaufré détourné, servant à l'origine pour une boîte de biscuits.
La famille Gaillard-Motel acquiert l'entreprise à la fin des années 1970 en transformant son activité dans la fabrication de papier peint avant de faire faillite. L'activité d'édition tombe en désuétude en 1980.
Les archives de l'imprimerie Draeger ont été dispersées le 6 mars 1990 à l'Hôtel Drouot.
Un des descendants de la famille Draeger, Claude Draeger, fonde en 1984 les éditions Anthèse, maison d'édition d'art à Montrouge. Son fils Nicolas lui succède en 2002.

## Exemples de publications
- Affiche de Carlos Schwabe[11], 1892
- la Revue illustrée[12]
- la revue artistique Verve

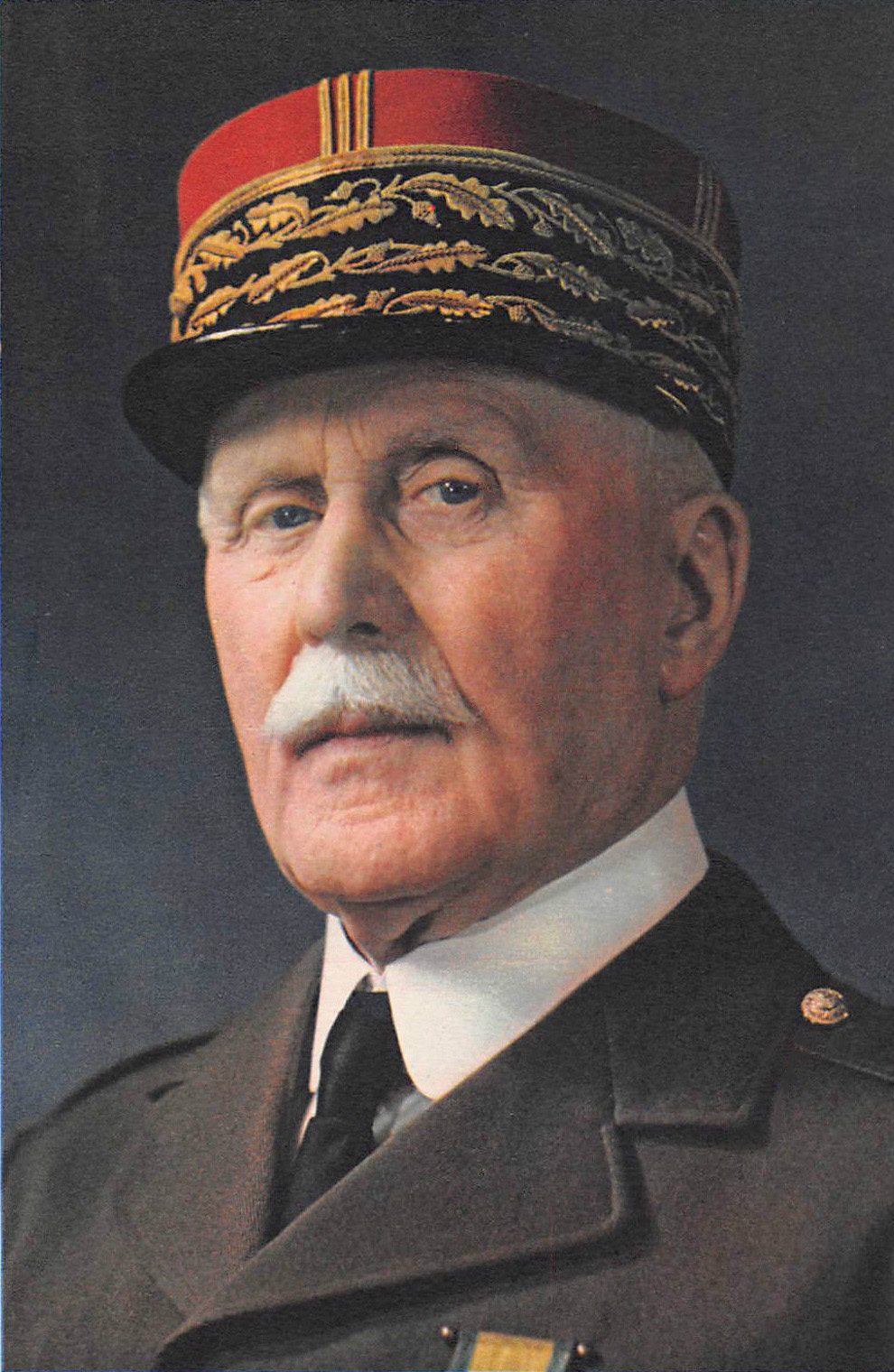
Portrait officiel de Philippe Pétain (c. 1941).
(photographie de propagande, imprimerie Draeger)

- Henri Matisse, Jazz, édition Tériade, Paris, 1947.
- Jean Eparvier, À Paris sous la botte des nazis, Paris, Éditions Raymond Schall, (non paginé), achevé d'imprimer le 28 novembre 1944
- la collection « Encyclopédie essentielle » chez Robert Delpire, à partir de 1957
- Max Gérard, Dali de Draeger, Paris, Éditions Draeger, mai 1968